# Sede titolare di Sarepta dei Maroniti
Sarepta dei Maroniti (in latino: Sareptena Maronitarum) è una sede titolare vescovile della Chiesa cattolica.
Dal 13 agosto 2011 il vescovo titolare è Hanna Alwan, C.M.L., vescovo di curia del patriarcato di Antiochia dei Maroniti.

## Cronotassi dei vescovi titolari
- Emile Eid † (20 dicembre 1982 - 30 novembre 2009 deceduto)
- Hanna Alwan, C.M.L., dal 13 agosto 2011